# 황청쥔
황청쥔(중국어 정체자: 黃成峻, 병음: Huáng Chéngjūn, 한자음: 황성준, 1978년 6월 21일 ~ )은 중화민국의 정치인으로, 대만민중당 타오위안시당 본부의 주임위원, 현재 대만민중당 조직발전부 주임이다. 더 크라우드 티(The Cloud Tea, 雲找茶), 보위 창작 산업 회사(鉑羽文創有限公司) 및 9th Fit(八加一健身中心)의 설립자이다.

## 학력
- 카이난 대학 행정학 석사
- 중국과기대학 경영학과
- 밍신 과기대학 기계공학과

## 같이 보기
- 대만민중당